# قطعنامه ۱۴۱۷ شورای امنیت
قطعنامه ۱۴۱۷ شورای امنیت سازمان ملل متحد که در تاریخ ۱۴ ژوئن ۲۰۰۲ تصویب شد، سندی بین‌المللی دربارهٔ اوضاع در مورد جمهوری دموکراتیک کنگو است. این قطعنامه طی نشست ۴۵۵۴ام با ۱۵ رای موافق، ۰ مخالف و ۰ ممتنع تصویب شد.